# Wani (gmina)
Gmina Wani (gruz. ვანის მუნიციპალიტეტი) – jednostka administracyjna Imeretii w Gruzji. Siedzibą gminy jest miasto Wani. 

## Położenie
Gmina położona jest w zachodniej części Imeretii, a jednocześnie w zachodniej części Gruzji. 

## Ludność
Na podstawie danych statystycznych z 2024 roku gminę Wani zamieszkuje 18 800 osób. 